# The True False Identity
The True False Identity je šesté sólové studiové album amerického hudebníka a producenta T-Bone Burnetta. Vydala jej v roce 2006 společnost Columbia Records. Produkoval jej T-Bone Burnett a podíleli se na něm například Marc Ribot nebo Jim Keltner. Většinu písní napsal sám Burnett, na jedné se autorsky podílel Ribot a na další pak Bob Neuwirth a Donnie Fritts.

## Seznam skladeb
| Pořadí | Název                                       | Autor                                | Délka |
| ------ | ------------------------------------------- | ------------------------------------ | ----- |
| 1.     | Zombieland                                  | T-Bone Burnett                       | 5:57  |
| 2.     | Palestine Texas                             | Burnett                              | 4:47  |
| 3.     | Seven Times Hotter Than Fire                | Burnett                              | 4:41  |
| 4.     | There Would Be Hell to Pay                  | Burnett                              | 5:10  |
| 5.     | Every Time I Feel the Shift                 | Burnett                              | 6:52  |
| 6.     | I'm Going On a Long Journey Never to Return | Burnett                              | 5:21  |
| 7.     | Hollywood Mecca of the Movies               | Burnett, Marc Ribot                  | 3:26  |
| 8.     | Fear Country                                | Burnett, Bob Neuwirth, Donnie Fritts | 6:15  |
| 9.     | Baby Don't You Say You Love Me              | Burnett                              | 4:08  |
| 10.    | Earlier Baghdad (The Bounce)                | Burnett                              | 4:55  |
| 11.    | Blinded by the Darkness                     | Burnett                              | 5:18  |
| 12.    | Shaken Rattled and Rolled                   | Burnett                              | 2:40  |

## Obsazení
- T-Bone Burnett – zpěv, kytara, baskytara
- Marc Ribot – kytara
- Dennis Crouch – baskytara
- Keefus Ciancia – klavír, klávesy
- Jim Keltner – bicí
- Carla Azar – bicí
- Bill Maxwell – bicí
- Jay Bellerose – bicí
- Sam Phillips – doprovodné vokály
- Danny Moore – doprovodné vokály
- Buzz Clifford – doprovodné vokály